# BAFTA-díj a legjobb eredeti forgatókönyvnek
A legjobb eredeti forgatókönyvnek járó BAFTA-díjat 1984 óta ítéli oda a Brit Film- és Televíziós Akadémia. Korábban a forgatókönyveket a legjobb forgatókönyv kategóriában díjazták, de a 37. díjátadótól kezdve az különvált a legjobb eredeti forgatókönyv és a legjobb adaptált forgatókönyv kategóriákra.
A legtöbb díjat és jelölést Woody Allen szerezte: tíz jelölésből hatszor bizonyult a legjobbnak. Martin McDonagh három alkalommal vihette haza a díjat.

## Díjazottak és jelöltek
Győztes író(k)
(MEGJEGYZÉS: Az Év oszlop az adott film bemutatási évére utal, a tényleges díjátadó ceremóniát a következő évben rendezték meg.)

### 1980-as évek
| Év                        | Magyar cím               | Eredeti cím                            | Forgatókönyvíró(k)                  |
| 1983 37. gála             |                          |                                        |                                     |
| ------------------------- | ------------------------ | -------------------------------------- | ----------------------------------- |
| 1983 37. gála             | A komédia királya        | The King of Comedy                     | Paul D. Zimmerman                   |
| 1983 37. gála             | Porunk hőse              | Local Hero                             | Bill Forsyth                        |
| 1983 37. gála             | Szerepcsere              | Trading Places                         | Timothy Harris és Herschel Weingrod |
| 1983 37. gála             | Zelig                    | Zelig                                  | Woody Allen                         |
| 1984 38. gála             |                          |                                        |                                     |
| Broadway Danny Rose       | Broadway Danny Rose      | Woody Allen                            |                                     |
| Forró fagylalt            | Comfort and Joy          | Bill Forsyth                           |                                     |
| Magánpraxis               | A Private Function       | Alan Bennett                           |                                     |
| A nagy borzongás          | The Big Chill            | Barbara Benedek és Lawrence Kasdan     |                                     |
| 1985 39. gála             |                          |                                        |                                     |
| Kairó bíbor rózsája       | The Purple Rose of Cairo | Woody Allen                            |                                     |
| Az én mosodám             | My Beautiful Laundrette  | Hanif Kureishi                         |                                     |
| A kis szemtanú            | Witness                  | William Kelley és Earl W. Wallace      |                                     |
| Vissza a jövőbe           | Back to the Future       | Robert Zemeckis és Bob Gale            |                                     |
| 1986 40. gála             |                          |                                        |                                     |
| Hannah és nővérei         | Hannah and Her Sisters   | Woody Allen                            |                                     |
| Krokodil Dundee           | Crocodile Dundee         | John Cornell, Paul Hogan és Ken Shadie |                                     |
| A misszió                 | The Mission              | Robert Bolt                            |                                     |
| Mona Lisa                 | Mona Lisa                | Neil Jordan és David Leland            |                                     |
| 1987 41. gála             |                          |                                        |                                     |
| Bárcsak itt lennél        | Wish You Were Here       | David Leland                           |                                     |
| A rádió aranykora         | Radio Days               | Woody Allen                            |                                     |
|                           | Personal Services        | David Leland                           |                                     |
| Remény és dicsőség        | Hope and Glory           | John Boorman                           |                                     |
| 1988 42. gála             |                          |                                        |                                     |
| Elválasztott világ        | A World Apart            | Shawn Slovo                            |                                     |
| A hal neve: Wanda         | A Fish Called Wanda      | John Cleese                            |                                     |
| Holdkórosok               | Moonstruck               | John Patrick Shanley                   |                                     |
| Viszontlátásra, gyerekek! | Au revoir les enfants    | Louis Malle                            |                                     |
| 1989 43. gála             |                          |                                        |                                     |
| Harry és Sally            | When Harry Met Sally…    | Nora Ephron                            |                                     |
| Esőember                  | Rain Man                 | Ronald Bass és Barry Morrow            |                                     |
| Holt költők társasága     | Dead Poets Society       | Tom Schulman                           |                                     |
| Szex, hazugság, videó     | Sex, Lies, and Videotape | Steven Soderbergh                      |                                     |

### 1990-es évek
| Év                                           | Magyar cím                                       | Eredeti cím                             | Forgatókönyvíró(k) |
| -------------------------------------------- | ------------------------------------------------ | --------------------------------------- | ------------------ |
| 1990 44. gála                                |                                                  |                                         |                    |
| Cinema Paradiso                              | Nuovo Cinema Paradiso                            | Giuseppe Tornatore                      |                    |
| Bűnök és vétkek                              | Crimes and Misdemeanors                          | Woody Allen                             |                    |
| Ghost                                        | Ghost                                            | Bruce Joel Rubin                        |                    |
| Micsoda nő!                                  | Pretty Woman                                     | J. F. Lawton                            |                    |
| 1991 45. gála                                |                                                  |                                         |                    |
| Szívből, igazán                              | Truly, Madly, Deeply                             | Anthony Minghella                       |                    |
| A halászkirály legendája                     | The Fisher King                                  | Richard LaGravenese                     |                    |
| Thelma és Louise                             | Thelma & Louise                                  | Callie Khouri                           |                    |
| Zöld kártya                                  | Green Card                                       | Peter Weir                              |                    |
| 1992 46. gála                                |                                                  |                                         |                    |
| Férjek és feleségek                          | Husbands and Wives                               | Woody Allen                             |                    |
| Az én dalom                                  | Hear My Song                                     | Peter Chelsom és Adrian Dunbar          |                    |
| Nincs bocsánat                               | Unforgiven                                       | David Webb Peoples                      |                    |
| Síró játék                                   | The Crying Game                                  | Neil Jordan                             |                    |
| 1993 47. gála                                |                                                  |                                         |                    |
| Idétlen időkig                               | Groundhog Day                                    | Harold Ramis és Danny Rubin             |                    |
| Célkeresztben                                | In the Line of Fire                              | Jeff Maguire                            |                    |
| A szerelem hullámhosszán                     | Sleepless in Seattle                             | Jeff Arch, Nora Ephron és David S. Ward |                    |
| Zongoralecke                                 | The Piano                                        | Jane Campion                            |                    |
| 1994 48. gála                                |                                                  |                                         |                    |
| Ponyvaregény                                 | Pulp Fiction                                     | Quentin Tarantino és Roger Avary        |                    |
| Négy esküvő és egy temetés                   | Four Weddings and a Funeral                      | Richard Curtis                          |                    |
| Philadelphia – Az érinthetetlen              | Philadelphia                                     | Ron Nyswaner                            |                    |
| Priscilla, a sivatag királynőjének kalandjai | The Adventures of Priscilla, Queen of the Desert | Stephan Elliott                         |                    |
| 1995 49. gála                                |                                                  |                                         |                    |
| Közönséges bűnözők                           | The Usual Suspects                               | Christopher McQuarrie                   |                    |
| Hetedik                                      | Se7en                                            | Andrew Kevin Walker                     |                    |
| Lövések a Broadwayn                          | Bullets over Broadway                            | Woody Allen és Douglas McGrath          |                    |
| Muriel esküvője                              | Muriel's Wedding                                 | P. J. Hogan                             |                    |
| 1996 50. gála                                |                                                  |                                         |                    |
| Titkok és hazugságok                         | Secrets & Lies                                   | Mike Leigh                              |                    |
| Fargo                                        | Fargo                                            | Joel Coen és Ethan Coen                 |                    |
| Fújhatjuk!                                   | Brassed Off                                      | Mark Herman                             |                    |
| Lone Star – Ahol a legendák születnek        | Lone Star                                        | John Sayles                             |                    |
| Ragyogj!                                     | Shine                                            | Jan Sardi                               |                    |
| 1997 51. gála                                |                                                  |                                         |                    |
| Éhkoppon                                     | Nil by Mouth                                     | Gary Oldman                             |                    |
| Alul semmi                                   | The Full Monty                                   | Simon Beaufoy                           |                    |
| Boogie Nights                                | Boogie Nights                                    | Paul Thomas Anderson                    |                    |
| Botrány a birodalomban                       | Mrs Brown                                        | Jeremy Brock                            |                    |
| 1998 52. gála                                |                                                  |                                         |                    |
| Truman Show                                  | The Truman Show                                  | Andrew Niccol                           |                    |
| Az élet szép                                 | La vita è bella                                  | Roberto Benigni és Vincenzo Cerami      |                    |
| Elizabeth                                    | Elizabeth                                        | Michael Hirst                           |                    |
| Szerelmes Shakespeare                        | Shakespeare in Love                              | Marc Norman és Tom Stoppard             |                    |
| 1999 53. gála                                |                                                  |                                         |                    |
| A John Malkovich menet                       | Being John Malkovich                             | Charlie Kaufman                         |                    |
| Amerikai szépség                             | American Beauty                                  | Alan Ball                               |                    |
| Hatodik érzék                                | The Sixth Sense                                  | M. Night Shyamalan                      |                    |
| Mindent anyámról                             | Todo sobre mi madre                              | Pedro Almodóvar                         |                    |
| Tingli-tangli                                | Topsy-Turvy                                      | Mike Leigh                              |                    |

### 2000-es évek
| Év                                 | Magyar cím                            | Eredeti cím                                     | Forgatókönyvíró(k) |
| ---------------------------------- | ------------------------------------- | ----------------------------------------------- | ------------------ |
| 2000 54. gála                      |                                       |                                                 |                    |
| Majdnem híres                      | Almost Famous                         | Cameron Crowe                                   |                    |
| Billy Elliot                       | Billy Elliot                          | Lee Hall                                        |                    |
| Erin Brockovich – Zűrös természet  | Erin Brockovich                       | Susannah Grant                                  |                    |
| Gladiátor                          | Gladiator                             | David Franzoni, John Logan és William Nicholson |                    |
| Ó, testvér, merre visz az utad?    | O Brother, Where Art Thou?            | Joel Coen és Ethan Coen                         |                    |
| 2001 55. gála                      |                                       |                                                 |                    |
| Amélie csodálatos élete            | Le fabuleux destin d'Amélie Poulain   | Jean-Pierre Jeunet és Guillaume Laurant         |                    |
| Gosford Park                       | Gosford Park                          | Julian Fellowes                                 |                    |
| Más világ                          | The Others                            | Alejandro Amenábar                              |                    |
| Moulin Rouge!                      | Moulin Rouge!                         | Baz Luhrmann és Craig Pearce                    |                    |
| Tenenbaum, a háziátok              | The Royal Tenenbaums                  | Wes Anderson és Owen Wilson                     |                    |
| 2002 56. gála                      |                                       |                                                 |                    |
| Beszélj hozzá                      | Hable con ella                        | Pedro Almodóvar                                 |                    |
| Anyádat is                         | Y Tu Mamá También                     | Alfonso Cuarón és Carlos Cuarón                 |                    |
| Gyönyörű mocsokságok               | Dirty Pretty Things                   | Steven Knight                                   |                    |
| A Magdolna nővérek                 | The Magdalene Sisters                 | Peter Mullan                                    |                    |
| New York bandái                    | Gangs of New York                     | Jay Cocks, Steven Zaillian és Kenneth Lonergan  |                    |
| 2003 57. gála                      |                                       |                                                 |                    |
| Az állomásfőnök                    | The Station Agent                     | Tom McCarthy                                    |                    |
| 21 gramm                           | 21 Grams                              | Guillermo Arriaga                               |                    |
| Barbárok a kapuk előtt             | Les invasions barbares                | Denys Arcand                                    |                    |
| Elveszett jelentés                 | Lost in Translation                   | Sofia Coppola                                   |                    |
| Némó nyomában                      | Finding Nemo                          | Bob Peterson, David Reynolds és Andrew Stanton  |                    |
| 2004 58. gála                      |                                       |                                                 |                    |
| Egy makulátlan elme örök ragyogása | Eternal Sunshine of the Spotless Mind | Charlie Kaufman                                 |                    |
| Aviátor                            | The Aviator                           | John Logan                                      |                    |
| Collateral – A halál záloga        | Collateral                            | Stuart Beattie                                  |                    |
| Ray                                | Ray                                   | James L. White                                  |                    |
| Vera Drake                         | Vera Drake                            | Mike Leigh                                      |                    |
| 2005 59. gála                      |                                       |                                                 |                    |
| Ütközések                          | Crash                                 | Paul Haggis és Bobby Moresco                    |                    |
| Hotel Ruanda                       | Hotel Rwanda                          | Terry George és Keir Pearson                    |                    |
| Jó estét, jó szerencsét!           | Good Night, and Good Luck             | George Clooney és Grant Heslov                  |                    |
| Mrs. Henderson bemutatja           | Mrs Henderson Presents                | Martin Sherman                                  |                    |
| A remény bajnoka                   | Cinderella Man                        | Akiva Goldsman és Cliff Hollingsworth           |                    |
| 2006 60. gála                      |                                       |                                                 |                    |
| A család kicsi kincse              | Little Miss Sunshine                  | Michael Arndt                                   |                    |
| Bábel                              | Babel                                 | Guillermo Arriaga                               |                    |
| A faun labirintusa                 | El laberinto del fauno                | Guillermo del Toro                              |                    |
| A királynő                         | The Queen                             | Peter Morgan                                    |                    |
| A United 93-as                     | United 93                             | Paul Greengrass                                 |                    |
| 2007 61. gála                      |                                       |                                                 |                    |
| Juno                               | Juno                                  | Diablo Cody                                     |                    |
| Amerikai gengszter                 | American Gangster                     | Steven Zaillian                                 |                    |
| Ez itt Anglia                      | This Is England                       | Shane Meadows                                   |                    |
| A mások élete                      | Das Leben der Anderen                 | Florian Henckel von Donnersmarck                |                    |
| Michael Clayton                    | Michael Clayton                       | Tony Gilroy                                     |                    |
| 2008 62. gála                      |                                       |                                                 |                    |
| Erőszakik                          | In Bruges                             | Martin McDonagh                                 |                    |
| Égető bizonyíték                   | Burn After Reading                    | Joel Coen és Ethan Coen                         |                    |
| Elcserélt életek                   | Changeling                            | J. Michael Straczynski                          |                    |
| Milk                               | Milk                                  | Dustin Lance Black                              |                    |
| Oly sokáig szerettelek             | Il y a longtemps que je t'aime        | Philippe Claudel                                |                    |
| 2009 63. gála                      |                                       |                                                 |                    |
| A bombák földjén                   | The Hurt Locker                       | Mark Boal                                       |                    |
| Becstelen brigantyk                | Inglourious Basterds                  | Quentin Tarantino                               |                    |
| Egy komoly ember                   | A Serious Man                         | Joel Coen és Ethan Coen                         |                    |
| Fel                                | Up                                    | Pete Docter és Bob Peterson                     |                    |
| Másnaposok                         | The Hangover                          | Jon Lucas és Scott Moore                        |                    |

### 2010-es évek
| Év                                    | Magyar cím                                      | Eredeti cím                                                                      | Forgatókönyvíró(k) |
| ------------------------------------- | ----------------------------------------------- | -------------------------------------------------------------------------------- | ------------------ |
| 2010 64. gála                         |                                                 |                                                                                  |                    |
| A király beszéde                      | The King's Speech                               | David Seidler                                                                    |                    |
| Eredet                                | Inception                                       | Christopher Nolan                                                                |                    |
| Fekete hattyú                         | Black Swan                                      | Mark Heyman, Andres Heinz, and John McLaughlin                                   |                    |
| A gyerekek jól vannak                 | The Kids Are All Right                          | Lisa Cholodenko és Stuart Blumberg                                               |                    |
| A harcos                              | The Fighter                                     | Scott Silver, Paul Tamasy és Eric Johnson                                        |                    |
| 2011 65. gála                         |                                                 |                                                                                  |                    |
| The Artist – A némafilmes             | The Artist                                      | Michel Hazanavicius                                                              |                    |
| Éjfélkor Párizsban                    | Midnight in Paris                               | Woody Allen                                                                      |                    |
| A Guardista                           | The Guard                                       | John Michael McDonagh                                                            |                    |
| Koszorúslányok                        | Bridesmaids                                     | Kristen Wiig és Annie Mumolo                                                     |                    |
| A Vaslady                             | The Iron Lady                                   | Abi Morgan                                                                       |                    |
| 2012 66. gála                         |                                                 |                                                                                  |                    |
| Django elszabadul                     | Django Unchained                                | Quentin Tarantino                                                                |                    |
| Holdfény királyság                    | Moonrise Kingdom                                | Wes Anderson és Roman Coppola                                                    |                    |
| Szerelem                              | Amour                                           | Michael Haneke                                                                   |                    |
| The Master                            | The Master                                      | Paul Thomas Anderson                                                             |                    |
| Zero Dark Thirty – A Bin Láden hajsza | Zero Dark Thirty                                | Mark Boal                                                                        |                    |
| 2013 67. gála                         |                                                 |                                                                                  |                    |
| Amerikai botrány                      | American Hustle                                 | Eric Warren Singer és David O. Russell                                           |                    |
| Blue Jasmine                          | Blue Jasmine                                    | Woody Allen                                                                      |                    |
| Gravitáció                            | Gravity                                         | Alfonso Cuarón és Jonás Cuarón                                                   |                    |
| Llewyn Davis világa                   | Inside Llewyn Davis                             | Joel Coen és Ethan Coen                                                          |                    |
| Nebraska                              | Nebraska                                        | Bob Nelson                                                                       |                    |
| 2014 68. gála                         |                                                 |                                                                                  |                    |
| A Grand Budapest Hotel                | The Grand Budapest Hotel                        | Wes Anderson és Hugo Guinness                                                    |                    |
| Birdman                               | Birdman or (The Unexpected Virtue of Ignorance) | Alejandro G. Iñárritu, Nicolás Giacobone, Alexander Dinelaris Jr., és Armando Bo |                    |
| Éjjeli féreg                          | Nightcrawler                                    | Dan Gilroy                                                                       |                    |
| Sráckor                               | Boyhood                                         | Richard Linklater                                                                |                    |
| Whiplash                              | Whiplash                                        | Damien Chazelle                                                                  |                    |
| 2015 69. gála                         |                                                 |                                                                                  |                    |
| Spotlight – Egy nyomozás részletei    | Spotlight                                       | Tom McCarthy és Josh Singer                                                      |                    |
| Agymanók                              | Inside Out                                      | Pete Docter, Josh Cooley és Meg LeFauve                                          |                    |
| Aljas nyolcas                         | The Hateful Eight                               | Quentin Tarantino                                                                |                    |
| Ex Machina                            | Ex Machina                                      | Alex Garland                                                                     |                    |
| Kémek hídja                           | Bridge of Spies                                 | Matt Charman, Joel Coen és Ethan Coen                                            |                    |
| 2016 70. gála                         |                                                 |                                                                                  |                    |
| A régi város                          | Manchester by the Sea                           | Kenneth Lonergan                                                                 |                    |
| Én, Daniel Blake                      | I, Daniel Blake                                 | Paul Laverty                                                                     |                    |
| Holdfény                              | Moonlight                                       | Barry Jenkins                                                                    |                    |
| Kaliforniai álom                      | La La Land                                      | Damien Chazelle                                                                  |                    |
| A préri urai                          | Hell or High Water                              | Taylor Sheridan                                                                  |                    |
| 2017 71. gála                         |                                                 |                                                                                  |                    |
| Három óriásplakát Ebbing határában    | Three Billboards Outside Ebbing, Missouri       | Martin McDonagh                                                                  |                    |
| Én, Tonya                             | I, Tonya                                        | Steven Rogers                                                                    |                    |
| Lady Bird                             | Lady Bird                                       | Greta Gerwig                                                                     |                    |
| Tűnj el!                              | Get Out                                         | Jordan Peele                                                                     |                    |
| A víz érintése                        | The Shape of Water                              | Guillermo del Toro és Vanessa Taylor                                             |                    |
| 2018 72. gála                         |                                                 |                                                                                  |                    |
| A kedvenc                             | The Favourite                                   | Deborah Davis és Tony McNamara                                                   |                    |
| Alelnök                               | Vice                                            | Adam McKay                                                                       |                    |
| Hidegháború                           | Zimna wojna                                     | Paweł Pawlikowski és Janusz Głowacki                                             |                    |
| Roma                                  | Roma                                            | Alfonso Cuarón                                                                   |                    |
| Zöld könyv – Útmutató az élethez      | Green Book                                      | Nick Vallelonga, Brian Hayes Currie és Peter Farrelly                            |                    |
| 2019 73. gála                         |                                                 |                                                                                  |                    |
| Élősködők                             | Parasite                                        | Pong Dzsunho és Han Dzsinvon                                                     |                    |
| Éretlenségi                           | Booksmart                                       | Susanna Fogel, Emily Halpern, Sarah Haskins és Katie Silberman                   |                    |
| Házassági történet                    | Marriage Story                                  | Noah Baumbach                                                                    |                    |
| Tőrbe ejtve                           | Knives Out                                      | Rian Johnson                                                                     |                    |
| Volt egyszer egy Hollywood            | Once Upon a Time in Hollywood                   | Quentin Tarantino                                                                |                    |

### 2020-as évek
| Év                           | Magyar cím                        | Eredeti cím                          | Forgatókönyvíró(k) |
| ---------------------------- | --------------------------------- | ------------------------------------ | ------------------ |
| 2020 74. gála                |                                   |                                      |                    |
| Ígéretes fiatal nő           | Promising Young Woman             | Emerald Fennell                      |                    |
| A chicagói 7-ek tárgyalása   | The Trial of the Chicago 7        | Aaron Sorkin                         |                    |
| Mank                         | Mank                              | Jack Fincher                         |                    |
| Még egy kört mindenkinek     | Another Round                     | Tobias Lindholm és Thomas Vinterberg |                    |
|                              | Rocks                             | Theresa Ikoko és Claire Wilson       |                    |
| 2021 75. gála                |                                   |                                      |                    |
| Licorice Pizza               | Licorice Pizza                    | Paul Thomas Anderson                 |                    |
| Belfast                      | Belfast                           | Kenneth Branagh                      |                    |
| Az élet Ricardóéknál         | Being the Ricardos                | Aaron Sorkin                         |                    |
| Ne nézz fel!                 | Don't Look Up                     | Adam McKay                           |                    |
| Richard király               | King Richard                      | Zach Baylin                          |                    |
| 2022 76. gála                |                                   |                                      |                    |
| A sziget szellemei           | The Banshees of Inisherin         | Martin McDonagh                      |                    |
| A Fabelman család            | The Fabelmans                     | Tony Kushner és Steven Spielberg     |                    |
| Minden, mindenhol, mindenkor | Everything Everywhere All at Once | Daniel Kwan és Daniel Scheinert      |                    |
| A szomorúság háromszöge      | Triangle of Sadness               | Ruben Östlund                        |                    |
| Tár                          | Tár                               | Todd Field                           |                    |
| 2023 77. gála                |                                   |                                      |                    |
| Egy zuhanás anatómiája       | Anatomie d'une chute              | Justine Triet és Arthur Harari       |                    |
| Barbie                       | Barbie                            | Greta Gerwig és Noah Baumbach        |                    |
| Előző életek                 | Past Lives                        | Celine Song                          |                    |
| Maestro                      | Maestro                           | Bradley Cooper és Josh Singer        |                    |
| Téli szünet                  | The Holdovers                     | David Hemingson                      |                    |
| 2024 78. gála                |                                   |                                      |                    |
| Rokonszenvedés               | A Real Pain                       | Jesse Eisenberg                      |                    |
| Anora                        | Anora                             | Sean Baker                           |                    |
| A brutalista                 | The Brutalist                     | Brady Corbet                         |                    |
| A szer                       | The Substance                     | Coralie Fargeat                      |                    |
| Kneecap                      | Kneecap                           | Rich Peppiatt                        |                    |